# 卡达尔索
卡达尔索，是西班牙埃斯特雷马杜拉卡塞雷斯省的一个市镇。总面积7平方公里，总人口566人（2001年），人口密度81人/平方公里。